# Detector de cables

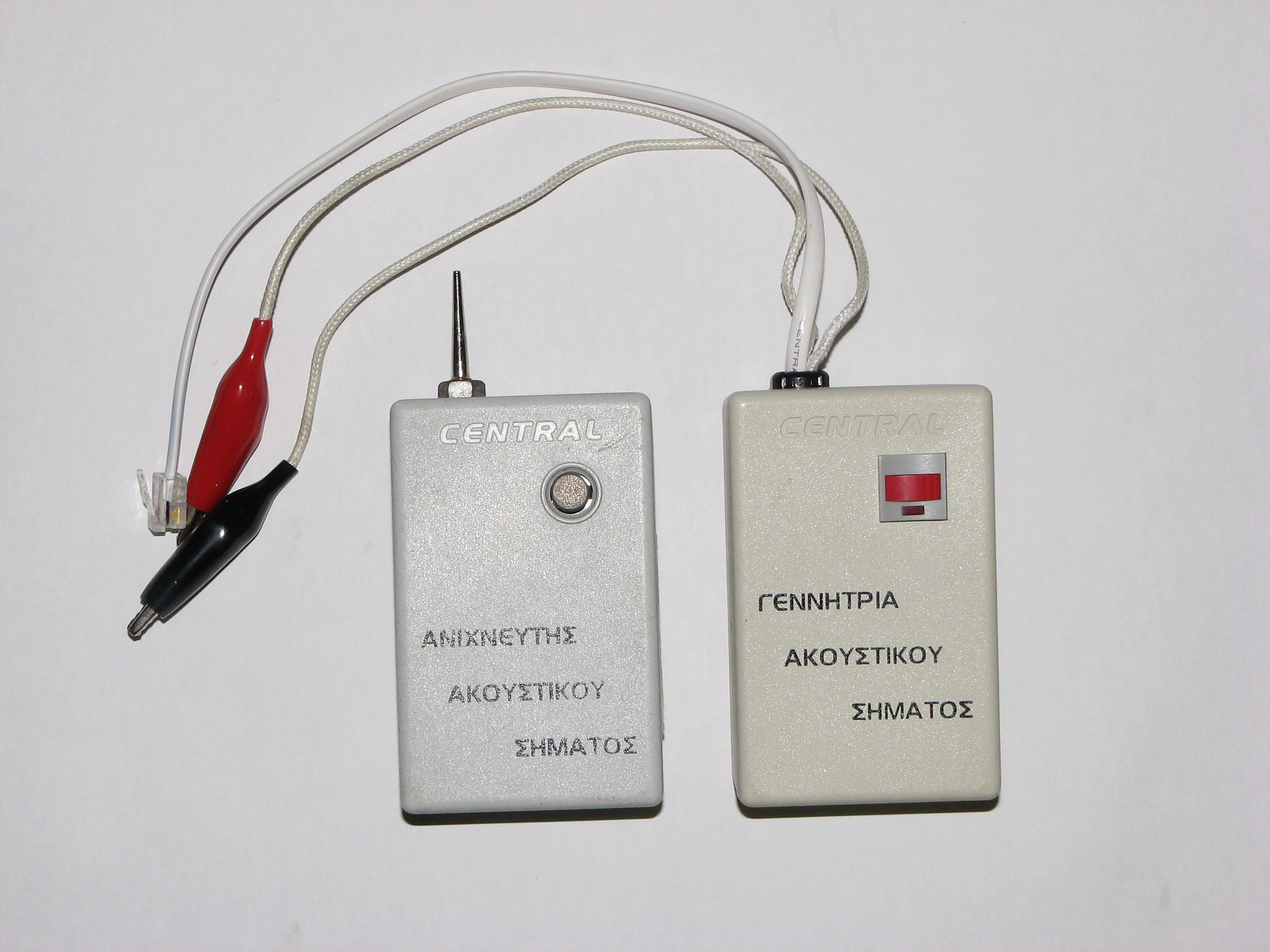
Un generador de tono y una sonda receptora para localizar un par específico de cables entre muchos, por ejemplo en un punch block.

Un detector de cables o trazador de cables, es un dispositivo que se utiliza para encontrar cables ocultos en las paredes, bajo el suelo o bajo tierra. En ocasiones se rompen los cables y, para repararlos o cambiarlos, hace falta saber por dónde se han pasado o dónde se ha producido la rotura, siendo imposible saberlo con un simple examen desde la superficie.
Si se conoce el trazado por donde pasa el cable y lo que se pretende encontrar es el lugar exacto donde se ha roto el cable (la distancia respecto a un extremo), hay una técnica más precisa que hace uso de la reflectometría, un método de diagnóstico basado en el principio del radar. En este método se envía una señal de sondeo a lo largo del cable a investigar y cuando encuentra una discontinuidad (impedancia), una parte de su energía es devuelta al punto de inyección, con la medida del tiempo de retorno en un osciloscopio se sabe a que distancia está cortado el cable.

## Tipos
- Emisión/Recepción por contacto:
  - Combinación emisor/receptor por contacto (luego no pueden detectar cables eléctricos ocultos), permiten identificar los cables dentro de un grupo pero solo entre extremos (tocando el conductor), por ejemplo en un punch block.
  - Detectores de cables un poco más avanzados que incorporan un TDR, pero su uso no es muy común y se utilizan solamente en entornos con cierta especialización.[1]

- Recepción de campo electromagnético:
  - Receptores simples de campo electromagnético que pueden detectar cables eléctricos ocultos, pero solo si están conectados a una fase y están suficientemente cerca de la superficie para poder percibir el campo generado. Al no precisar un contacto con el conductor permiten detectar, a poca distancia, donde se produce una discontinuidad.
  - Combinación emisor/receptor vía radio por lo que pueden detectar cables eléctricos ocultos y, según la sensibilidad del receptor pueden permitir captar la radiación o bien sólo cerca de la superficie o la emitida por cables enterrados a cierta profundidad. Al no precisar un contacto con el conductor permiten detectar, a cierta distancia, donde se produce una discontinuidad.

## Detector con receptor de radio
El detector con receptor de radio se usa de forma general para el mantenimiento y comprobación de cables de telecomunicaciones, de instalaciones eléctricas, tuberías, instalaciones de calefacción, etc. Especialmente indicado en casos sencillos para la búsqueda de la ubicación de un fusible, de una toma de corriente o una caja de conexiones o, en casos más difíciles, para la búsqueda de la ubicación de una rotura (circuito abierto) o un cortocircuito en un cable o una rotura en una tubería de metal, etc.. El detector con receptor de radio consta de dos partes o aparatos:
- Un emisor con portadora de RF que inyecta en un cable una señal de radiofrecuencia modulada en AM con una señal audible de baja frecuencia (a veces conmutable de 440Hz a 1760 Hz), para que el receptor pueda recibir la señal a más distancia que la emitida por armónicos de onda cuadrada. El transmisor suele tener también una función integrada de detección de AC/DC, pudiendo mostrar el nivel de potencia transmitida, código, estado de la batería, detección de valor de la tensión y una señal de advertencia.
- Un receptor de alta sensibilidad, con una antena más o menos larga que puede captar y detectar la señal desde el exterior a unos centímetros de distancia aunque el cable esté enterado bajo tierra. Una rotura en el cable será detectada por una pérdida del tono modulador al pasar la antena sobre la rotura o simplemente con una disminución de intensidad de dicho tono modulador. El receptor puede mostrar además toda la información del transmisor ya que puede escanear y comprobar automáticamente la frecuencia de emisión.[2]

## Rastreador de cable telefónico
El rastreador de cable telefónico está diseñado para identificar y seguir los cables dentro de un grupo sin dañar el aislamiento, puede identificar también el estado de la línea, siendo muy práctico para la instalación, diagnóstico y mantenimiento de líneas telefónicas. Consta de dos partes:
- Un transmisor que envía un tono de una frecuencia de 1,5 kHz
- Un receptor que recibe en un rango de frecuencia de 100 ~ 300 kHz

## Detección de trazado y roturas de cables

### Detección a poca profundidad.
Cuando se trata de efectuar el seguimiento, o detectar una discontinuidad en un conductor eléctrico o un cortocircuito entre pares de cables que discurren ocultos a muy pocos centímetros de la pared o el suelo, se emplea el sencillo método de inyectar en uno de los extremos del cable que se quiere analizar, una onda cuadrada rica en armónicos que es detectable con un simple receptor de radio de AM (amplitud modulada).

### Detección a media profundidad.
Cuando el cable a detectar está instalado a más de unos pocos centímetros de profundidad, y especialmente cuando el trazado es de gran longitud, los armónicos de una onda cuadrada de frecuencia audible son insuficientes y lo que procede en este caso es inyectar una onda de radiofrecuencia de no muy alta potencia que se modula con un tono audible de un generador de audio y que puede ser seguida con el mismo receptor de radio-AM. Pero este sistema, al hacer uso de una radiofrecuencia, tiene el inconveniente de que no permite saber con demasiada precisión dónde está el punto exacto de una posible rotura, especialmente si el cable discurre a cierta profundidad.

### Detección a un rango de profundidades mediante doble portadora.
El sistema que permite detectar con gran precisión el punto de rotura de un cable que discurre en un amplio rango de profundidades incluso mayores de un metro, se basa en emplear dos portadoras de radiofrecuencia de la misma potencia y moduladas también con la misma intensidad pero cada una de ellas con un tono audible de distinta frecuencia; por ejemplo: 440Hz y 1760Hz.
Cada una de las dos fuentes de radiofrecuencia se inyecta en un extremo del cable en el que se quiere detectar el problema, y de ese modo se busca con el referido receptor de radio-AM el punto en el que ambos tonos se reciben con la mayor intensidad pero también con la misma amplitud de modulación (nivel de señal).